# Les Quatre-Routes-du-Lot
Les Quatre-Routes-du-Lot là một xã thuộc tỉnh Lot trong vùng Occitanie phía tây nam nước Pháp.